# Schönbornstraße 11 (Bad Kissingen)

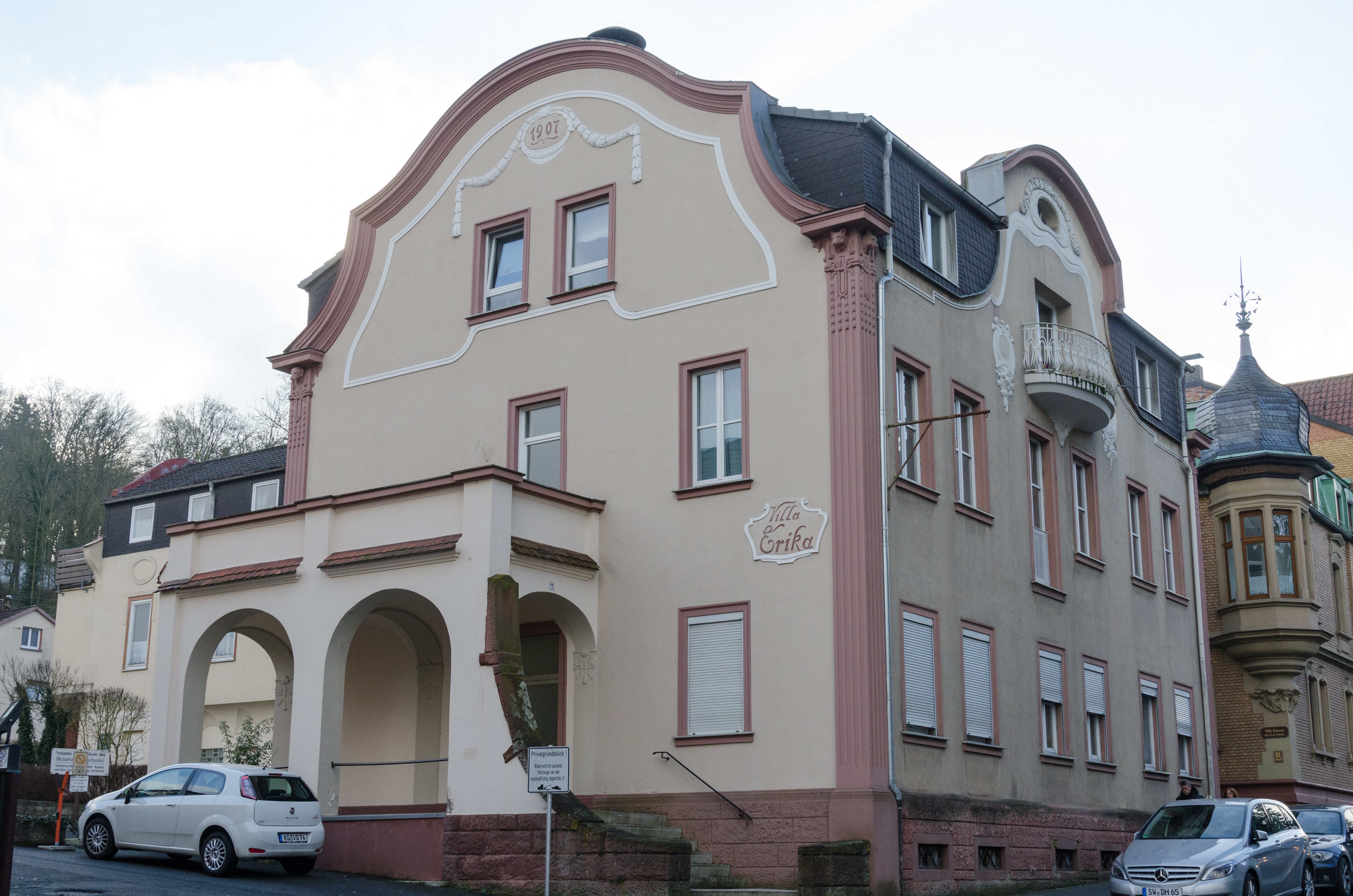
Schönbornstraße 11 in Bad Kissingen

Die Villa Erika Schönbornstraße 11 in Bad Kissingen, der Großen Kreisstadt des unterfränkischen Landkreises Bad Kissingen, gehört zu den Bad Kissinger Baudenkmälern und ist unter der Nummer D-6-72-114-346 in der Bayerischen Denkmalliste registriert.

## Geschichte
Die ehemalige Kurvilla ist mit der Jahreszahl 1907 als Zeitangabe eines Umbaus bezeichnet und besteht im Kern aus Bausubstanz von 1875. Bei dem Anwesen handelt es sich um einen zweigeschossigen, verputzten Mansarddachbau im Jugendstil mit Putzdekor und geschweiften Giebeln. Der Jugendstil äußert sich in den geschwungenen Giebelumrissen und der Stuckzier. Die Fassade zeigt sich inzwischen in bereinigtem Zustand; so wurde beispielsweise im ersten Stock ein Mittelbalkon entfernt.